# Hrabstwo Forest (Wisconsin)
Hrabstwo Forest (ang. Forest County) – hrabstwo w stanie Wisconsin w Stanach Zjednoczonych.
Obszar całkowity hrabstwa obejmuje powierzchnię 1046,4 mil² (2710,16 km²). Według szacunków United States Census Bureau w roku 2009 miało 9605 mieszkańców. Jego siedzibą administracyjną jest Crandon.
Hrabstwo zostało utworzone z Langlade i Oconto w 1885.
Na obszarze hrabstwa znajdują się rzeki Lily, Oconto, Peshtigo, Rat i Wolf oraz 824 jezior.

## Miasta
- Alvin
- Argonne
- Armstrong Creek
- Blackwell
- Caswell
- Crandon – city
- Crandon – town
- Freedom
- Hiles
- Laona
- Lincoln
- Nashville
- Popple River
- Ross
- Wabeno

## CDP
- Argonne
- Laona
- Mole Lake
- Newald
- Wabeno